# Битеняты
Битеня́ты (бел. Біцяня́ты, пол. Bicienięta) — деревня в Сморгонском районе Гродненской области Белоруссии.
Входит в состав Кревского сельсовета.
Расположена в южной части района на реке Вишнёвка к северу от места её впадения в реку Слободка. Расстояние до районного центра Сморгонь по автодороге — около 34 км, до центра сельсовета агрогородка Крево по прямой — чуть менее 8 км. Ближайшие населённые пункты — Вишнёвка, Ордаши, Четырки. Площадь занимаемой территории составляет 0,2660 км², протяжённость границ 4270 м.
Согласно переписи население деревни в 1999 году насчитывало 46 человек.
До 2008 года Битеняты входили в состав Ордашинского сельсовета.
Автомобильной дорогой местного значения Н7980 деревня связана с дорогой Н6727 Коптевичи — Коренды — Ордаши — Боярск.